# Provincia Tshuapa
Provincia Tshuapa este o unitate administrativă de gradul I, una dintre cele 25 noi provincii ale Republicii Democratice Congo, create prin reîmpărțirea din 2015.
Reședința sa este orașul Boende.